# Toxorhina (Ceratocheilus) tenebrica
Toxorhina (Ceratocheilus) tenebrica is een tweevleugelige uit de familie steltmuggen (Limoniidae). De soort komt voor in het Australaziatisch gebied.